# Megatheriidae
Famille
Genres de rang inférieur
- Megatherium Cuvier, 1796

Les Megatheriidae forment une famille de mammifères disparus comprise dans le super-ordre des Xenarthra (qui regroupe des mammifères placentaires). À l'intérieur de ce super-ordre, les Megatheriidae relèvent de l'ordre Pilosa et du sous-ordre des Folivora. La famille des Megatheriidae regroupe des paresseux terrestres préhistoriques géants comme le genre Megatherium.

## Subdivisions de la famille des Megatheriidae
Ces subdivisions ont été établies par le zoologiste britannique John Edward Gray en 1821.
Selon BioLib (5 janvier 2018) :
- sous-famille Megatheriinae †
  - tribu Megatheriini †
    - sous-tribu Megatheriina †
      - genre Eremotherium Spillmann, 1948 †
      - genre Megathericulus Ameghino, 1904 †
      - genre Megatheridium †
      - genre Megatherium Cuvier, 1796 †
      - genre Ocnopus Reinhardt, 1875 †
      - genre Perezfontanatherium †
      - genre Plesiomegatherium Roth, 1911 †
      - genre Promegatherium Ameghino, 1887 †
      - genre Pyramiodontherium Rovereto, 1914 †

    - sous-tribu Prepotheriina †
      - genre Planops Ameghino, 1887 †
      - genre Prepotherium Ameghino, 1891 †
      - genre Proprepotherium Ameghino, 1904 †

  - tribu Nothrotheriini †
    - genre Chasicobradys Scillato-Yané, Carlini, S. F. Vizcaíno, 1987 †
    - genre Diheterocnus Kraglievich, 1928 †
    - genre Gilsolaresia †
    - genre Nothropus Burmeister, 1882 †
    - genre Nothrotheriops Hoffstetter, 1954 †
    - genre Nothrotherium Lydekker, 1889 †
    - genre Pronothrotherium Ameghino, 1907 †
    - genre Synhapalops †
    - genre Thalassocnus de Muizon & McDonald, 1995 †
    - genre Xyophorus Ameghino, 1887 †
- sous-famille Schismotheriinae †
  - genre Analcimorphus Ameghino, 1891 †
  - genre Hapaloides Ameghino, 1902 †
  - genre Hapalops Ameghino, 1887 †
  - genre Hyperleptus Ameghino, 1891 †
  - genre Neohapalops Kraglievich, 1923 †
  - genre Parapelecyodon †
  - genre Pelecyodon Ameghino, 1891 †
  - genre Schismotherium Ameghino, 1887 †

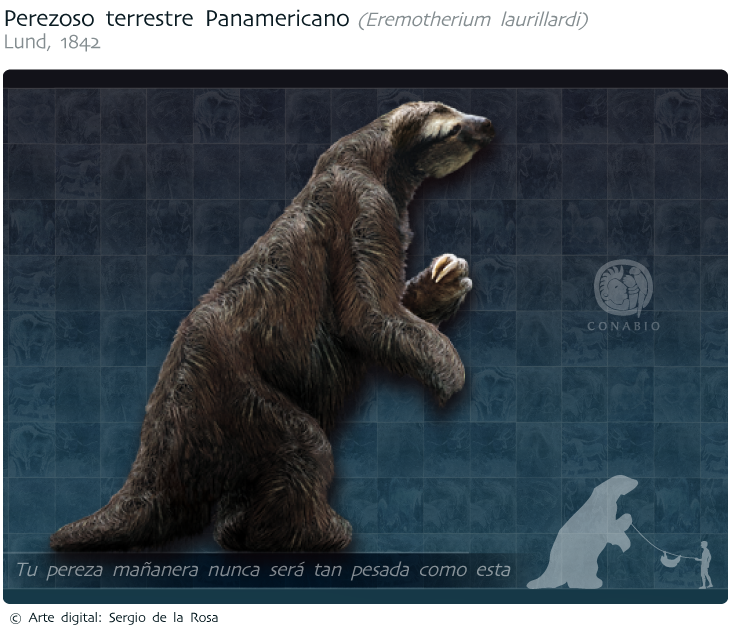
Reconstitution d'Eremotherium laurillardi
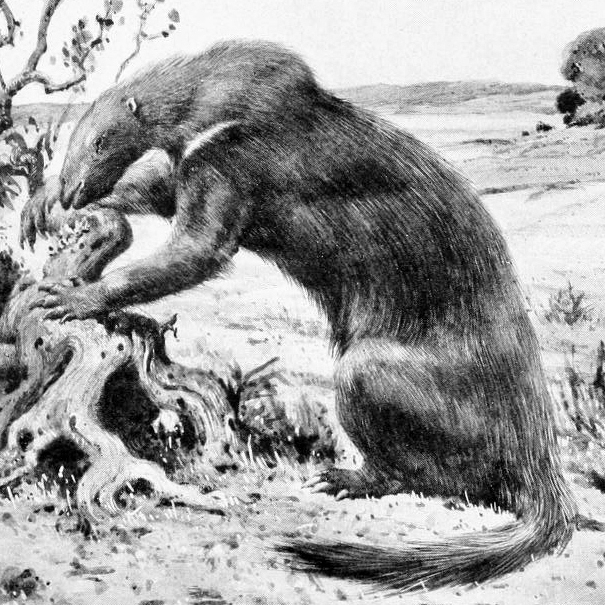
Reconstitution d'Hapalops longiceps
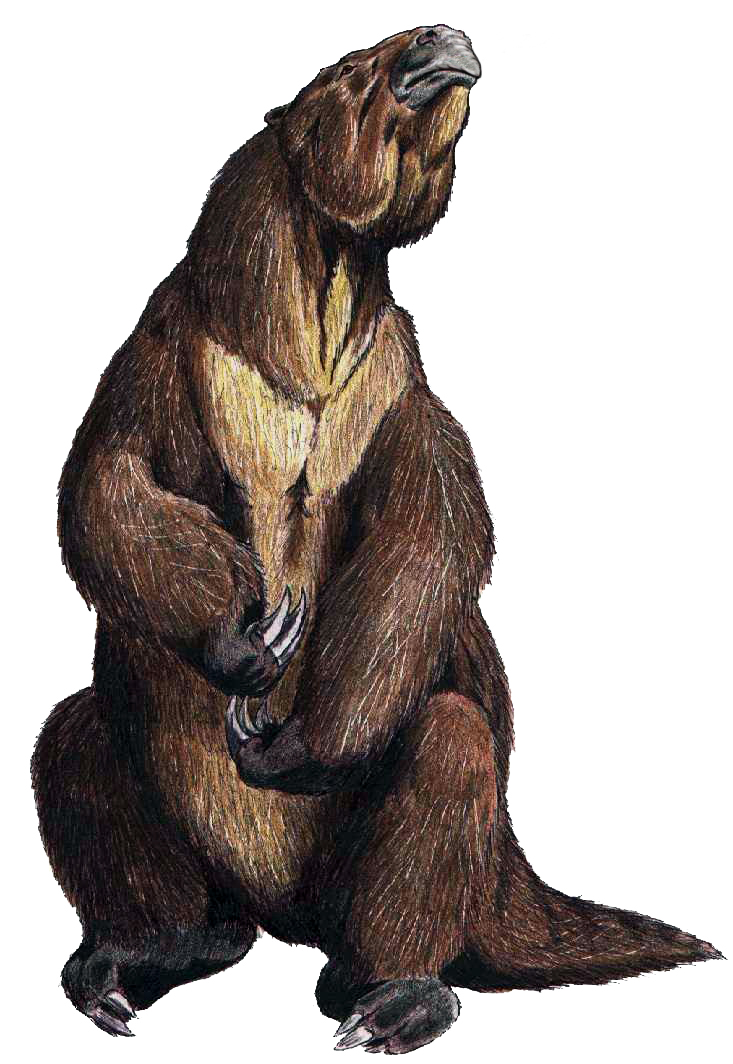
Reconstitution d'un Megatherium
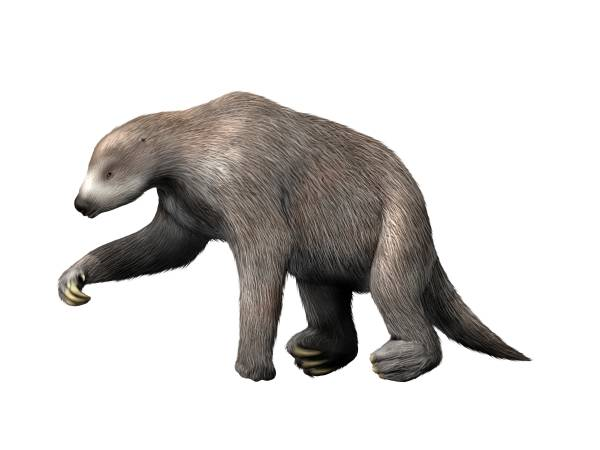
Reconstitution d'un Nothrotheriops
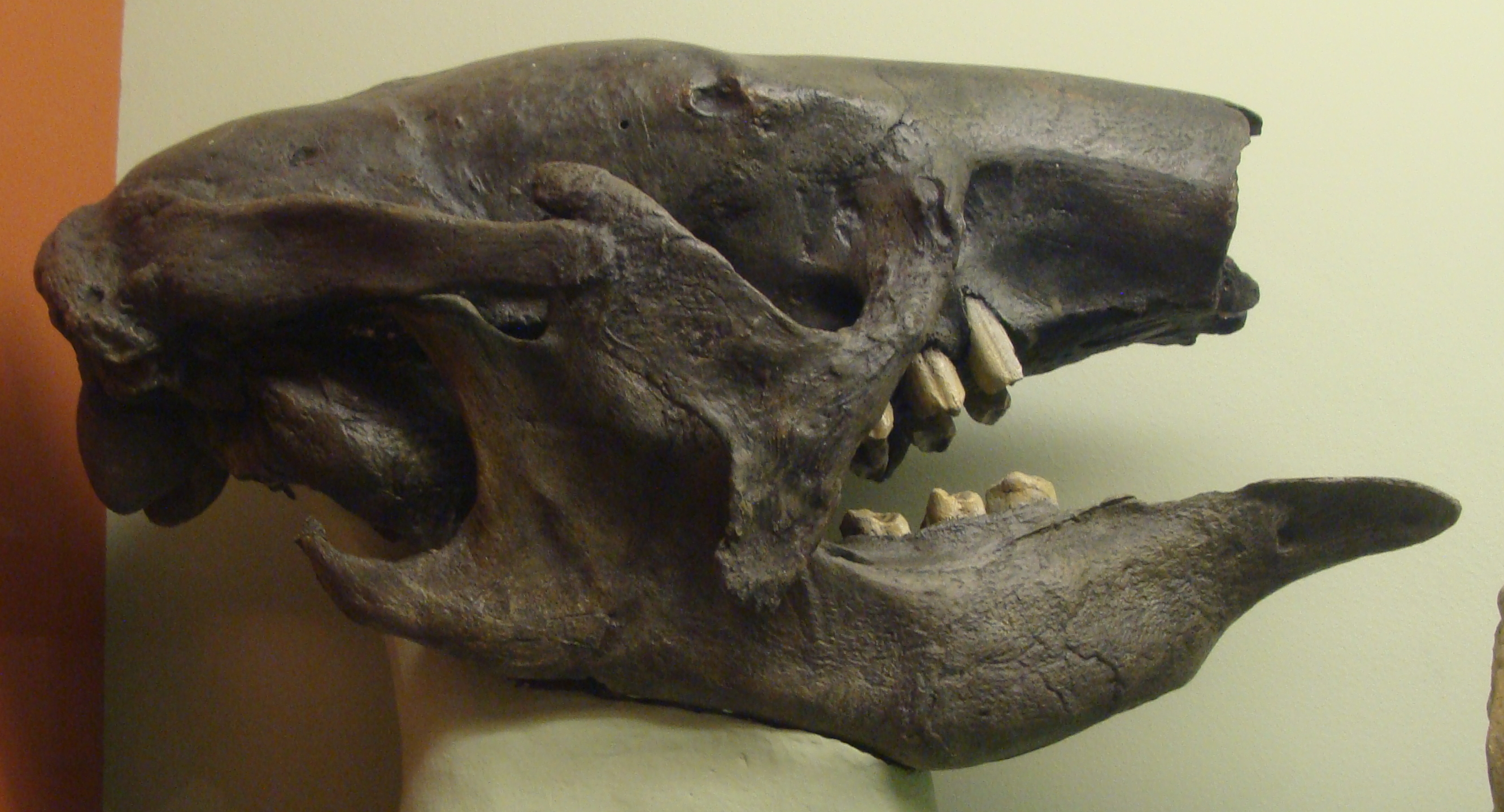
Crâne d'un Nothrotherium
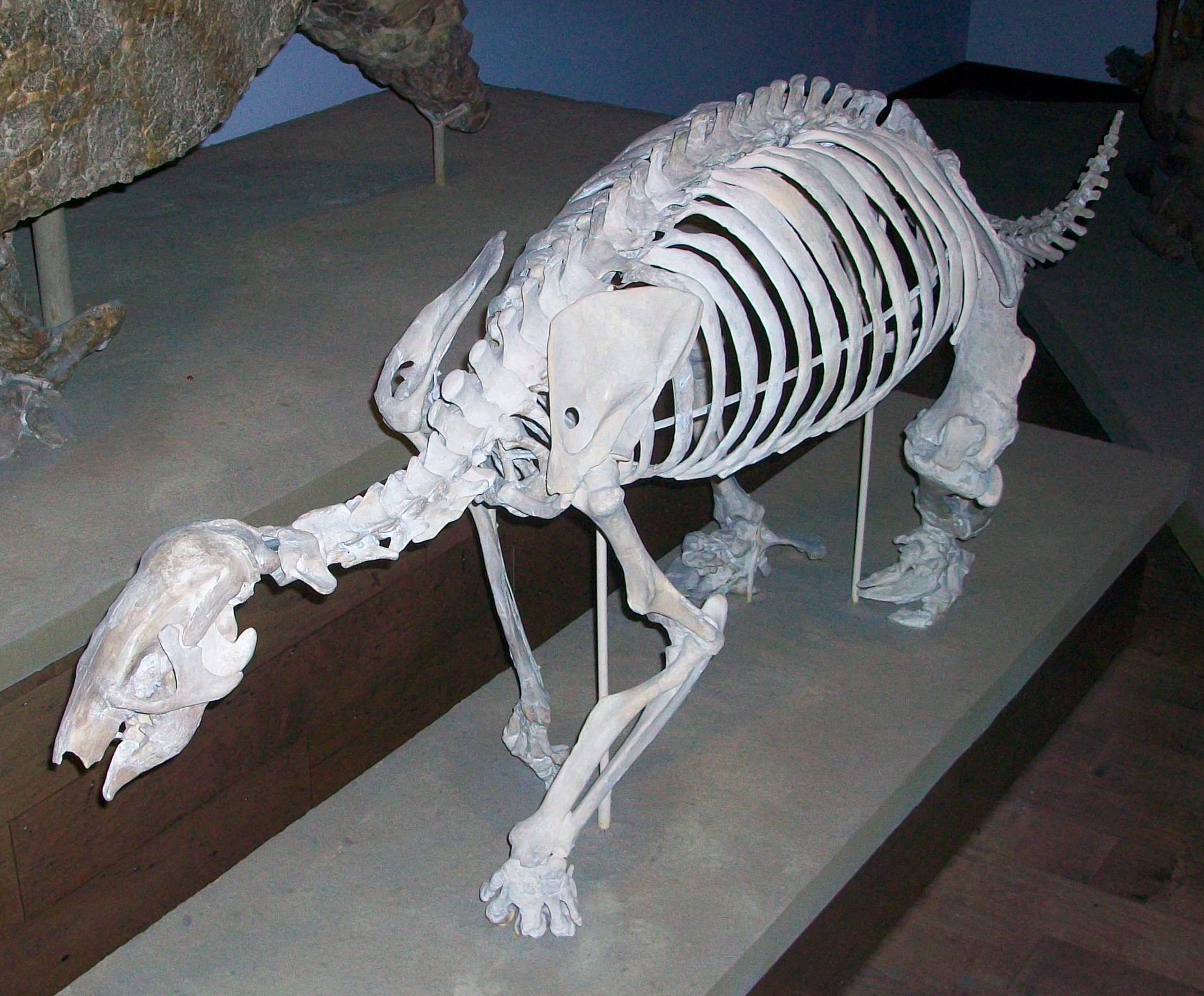
Pronothrotherium typicum
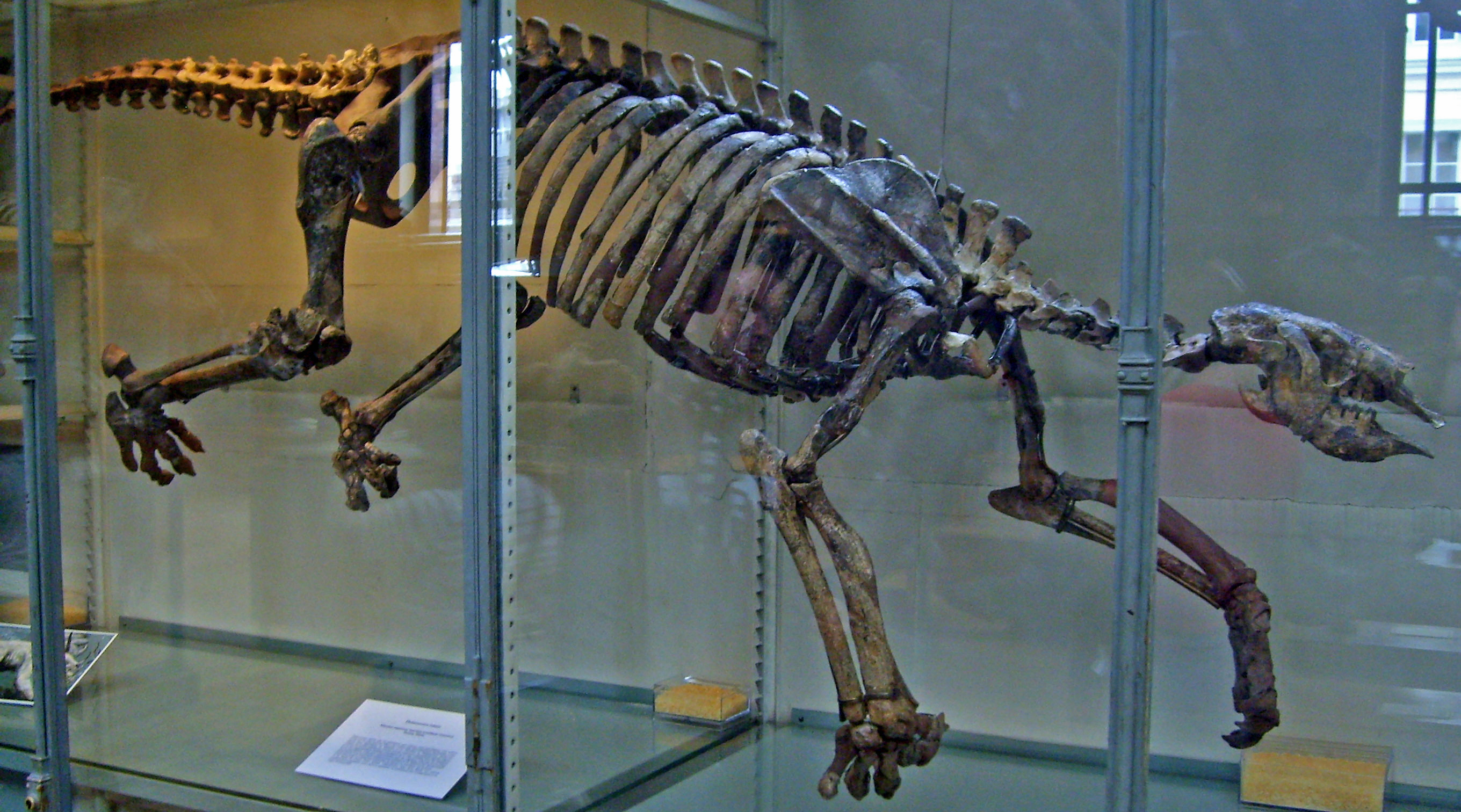
Thalassocnus